# Seseli peucedanoides
Seseli peucedanoides är en flockblommig växtart som beskrevs av Koso-pol. Seseli peucedanoides ingår i släktet säfferötter, och familjen flockblommiga växter. Inga underarter finns listade i Catalogue of Life.